# Râul Slatina, Sărata
Râul Slatina este un curs de apă, afluent al râului Sărata. 